# Gustav Jantsch

Gustav Jantsch, um 1914

Gustav Jantsch (* 9. Juli 1882 in Reichenberg; † 1. Mai 1954 in Wien) war ein österreichischer Chemiker. Er war Rektor der Technischen Hochschule Graz von 1933 bis 1935.

## Leben
Jantsch war Sohn des Färbereibesitzers Gustav Adolf Jantsch und der Marie Karoline (geb. Posselt). 1909 heiratete er Hedwig Prade, Tochter von Heinrich Prade. Sein Sohn war Hans Heinrich Jantsch.
Nach dem Schulbesuch und der Matura in Reichenberg studierte er zunächst Chemie an der Georgia Augusta Göttingen unter Lehrern wie Otto Wallach, Wilhelm Biltz, Gustav Tammann, Walther Nernst, Johannes Stark und anschließend an der ETH Zürich unter seinem späteren Habilitationsvater Alfred Werner dessen engster Mitarbeiter er wurde. Er promovierte 1907 summa cum laude in Zürich. 1907 erhielt er über Fürsprache von Georg Werner eine Assistentenstelle bei Sir William Ramsay am University College London anschließend bei  Georges Urbain an der Sorbonne Paris. Im Herbst 1908 wurde Jantsch nach Zürich zurückbeordert und übernahm die Leitung der analytischen Abteilung am Chemischen Institut von Georg Werner. 1911 wurde er für anorganische Chemie an der Universität Zürich habilitiert.
1914 rückte er zum Militärdienst im Ersten Weltkrieg als Artillerist an der Front ein und es wurde ihm 1916 als Hauptmann der Reserve die Leitung der technisch-chemischen Versorgung der Ballonabteilung in Wiener Neustadt übertragen.
1919 wurde er neuerlich an der Universität Karlsruhe habilitiert. Von 1921 bis 1924 war Jantsch Leiter und Vorstand der anorganischen Laboratorien der I.G.Farbenindustrie A.G. Werk Leverkusen.
1924 bis 1927 erfolgte die Berufung zum Professor der anorganischen Chemie an der Universität Bonn. 1927 erfolgte dann die Berufung primo et unico loco zum o.ö. Professor an die Technische Hochschule Graz. 1930 bis 1932 war er Dekan der Technischen Hochschule  Graz, (Rektor und 1933–1935 Rektor der Technischen und Montanistischen Hochschule Graz-Leoben.)
Nach dem Anschluss 1938 wurde Jantsch inhaftiert, später zwangspensioniert und im September 1945 wieder in sein Amt eingesetzt. Von 1945 bis 1952 war er wieder Dekan der Fakultät für Naturwissenschaften und Ergänzungsfächer der Technischen Hochschule in Graz. Sein besonderes wissenschaftliches Verdienst war die systematische Erfassung von vielen chemischen und physikalischen Eigenschaften der Lanthanoiden (Seltenen Erden) und deren Verbindungen.

## Schriften (Auswahl)
- Untersuchungen über Koordinationsverbindungen. Druckerei Gebrüder Stiepel, Reichenberg 1907 (zugl. Dissertation Universität Zürich)
- Handbuch der analytischen Chemie, Band 4: Va/b, 4. Nebengruppe, 5. Nebengruppe, 4. Hauptgruppe. Springer Verlag, Berlin 1956, ISBN 978-3-662-27295-4.
- Über die Doppelnitrate der seltenen Erden.
- Zahlreiche wissenschaftliche Arbeiten über die Seltenen Erden und deren Verbindungen